# تشغيل بيني
في الهندسة، يشير مصطلح التشغيل البيني إلى إعداد مكونات وطرق مخصصة لجعل اثنين من الأنظمة أو أكثر يعملان مع بعضهما كنظام مركب يتمتع ببعض الوظائف الجزئية خلال فترة زمنية معينة، والتي ربما تتطلب إشرافاً بشرياً لأداء التعديلات والتصحيحات اللازمة.
يختلف هذا عن قابلية التشغيل البيني، التي تسمح نظريًا بأي عدد من الأنظمة المتوافقة مع معيار معين للعمل معًا لفترة طويلة وعلى نحو سلس وبدون رقابة كنظام مركب يتمتع بكامل الأداء الوظيفي وفقًا للمعايير.
وهناك تعريف آخر للتشغيل البيني، وهو: «خدمات تجمع على نحو فعال بين العديد من الموارد والنطاقات...؛ والتي تتطلب قابلية التشغيل البيني».

## الاستخدام
يتم تطبيق التشغيل البيني عادة عندما تكون الأنظمة المراد دمجها قد تم تصميمها قبل توحيد المعايير (على سبيل المثال الأنظمة القديمة)، أو عندما يكون التوافق القياسي مرتفع الثمن جدًا أو صعبًا جدًا أو غير مكتمل التطور.
قد يستخدم التشغيل البيني الآليات والمكونات والوسائل التالية:
- الموصلات
- المهايئات
- المحولات
- أجهزة المحاكاة
- الجسور[2]

وفي مجال معالجة البيانات، يمكن للتشغيل البيني استخدام المكونات والوسائل التالية:
- المعالجات
- المكونات الإضافية
- المترجمون